# 山口県第1区
山口県第1区（やまぐちけんだい1く）は、日本の衆議院議員総選挙における選挙区。1994年（平成6年）の公職選挙法改正で設置。

## 区域

### 現在の区域
2022年（令和4年）公職選挙法改正以降の区域は以下のとおりである。市域の分割の解消により周南市の部分は2区へ移行し、3区から山口市の一部と宇部市が移行してきた。
- 宇部市
- 山口市
- 防府市

### 2022年以前の区域
2013年（平成25年）公職選挙法改正から2022年の小選挙区改定までの区域は以下のとおりである。
- 山口市（旧阿東町域を除く）
  - 山口・小郡・秋穂・阿知須・徳地の各総合支所管内
- 防府市
- 周南市（旧徳山市・新南陽市・鹿野町域）
  - 本庁管内
  - 新南陽・鹿野の各総合支所管内
  - 櫛浜・鼓南・久米・菊川・夜市・戸田・湯野・大津島・向道・長穂・須々万・中須・須金の各支所管内

1994年（平成6年）公職選挙法改正から2013年の小選挙区改定までの区域は以下のとおりである。
- 山口市
- 徳山市
- 防府市
- 新南陽市
- 都濃郡
- 佐波郡
- 吉敷郡

## 歴史
かつての旧山口2区の西半分を占める。周南市のうち旧熊毛町域が含まれなかったのは、熊毛町がかつて熊毛郡に属していたため（熊毛郡は山口2区の区域）。同様に、山口市のうち旧阿東町域が含まれなかったのは、阿東町がかつて阿武郡に属していたため（阿武郡は山口3区の区域で、旧山口1区であった）。
衆議院が小選挙区制移行後の全国の「1区」のうち、唯一「旧1区」でなかった選挙区でもある（理由については山口県第1区 (中選挙区)も参照のこと）。
自民党の地盤が強固な保守王国の1つ。党副総裁や外相、法相など重要ポストを歴任した高村正彦が強固な地盤を築いている。無風区の一つと考えられ、自民党に大逆風が吹いた2009年の第45回でも5万票近い大差で高村が勝利したが、民主党圧勝の煽りを受けて、同党の高邑勉が比例中国ブロックで復活当選し、本選挙区から初の高村以外の当選者となっている。なお、この時の選挙戦では高村・高邑の両名の姓が紛らわしい（高村は「こうむら」、高邑は「たかむら」と読むのが正しい。高邑は「たかむら勉」の名で選挙戦を行っていた）こともあり、両名の間で按分票計算が行われた。
2017年の第48回を前に正彦は引退し、長男の正大が地盤を引き継いで当選を続けている。
なお、2022年6月に衆議院議員選挙区画定審議会において勧告された衆議院小選挙区の区割り見直し案により、旧・阿東町を含めた山口市の全域と防府市、及び元・山口3区の宇部市を新たな「山口県第1区」とし、周南市は従来の山口2区の区域と合わせて新たな「山口県第2区」となり、山口市・周南市の選挙区が統一された。

## 小選挙区選出議員
| 選挙名                 | 年                 | 当選者   | 党派       |
| ---------------------- | ------------------ | -------- | ---------- |
| 第41回衆議院議員総選挙 | 1996年（平成8年）  | 高村正彦 | 自由民主党 |
| 第42回衆議院議員総選挙 | 2000年（平成12年） | 高村正彦 | 自由民主党 |
| 第43回衆議院議員総選挙 | 2003年（平成15年） | 高村正彦 | 自由民主党 |
| 第44回衆議院議員総選挙 | 2005年（平成17年） | 高村正彦 | 自由民主党 |
| 第45回衆議院議員総選挙 | 2009年（平成21年） | 高村正彦 | 自由民主党 |
| 第46回衆議院議員総選挙 | 2012年（平成24年） | 高村正彦 | 自由民主党 |
| 第47回衆議院議員総選挙 | 2014年（平成26年） | 高村正彦 | 自由民主党 |
| 第48回衆議院議員総選挙 | 2017年（平成29年） | 高村正大 | 自由民主党 |
| 第49回衆議院議員総選挙 | 2021年（令和3年）  | 高村正大 | 自由民主党 |
| 第50回衆議院議員総選挙 | 2024年（令和6年）  | 高村正大 | 自由民主党 |

## 選挙結果
時の内閣：第1次石破内閣 解散日：2024年10月9日 公示日：2024年10月15日
当日有権者数：38万4066人 最終投票率：49.04%（前回比：0.54%） （全国投票率：53.85%（2.08%））
| 当落 | 候補者名   | 年齢 | 所属党派   | 新旧 | 得票数   | 得票率 | 惜敗率 | 推薦・支持 | 重複 |
| ---- | ---------- | ---- | ---------- | ---- | -------- | ------ | ------ | ---------- | ---- |
| 当   | 高村正大   | 53   | 自由民主党 | 前   | 99,644票 | 54.33% | ――     | 公明党推薦 | ○    |
|      | 坂本史子   | 69   | 立憲民主党 | 新   | 40,237票 | 21.94% | 40.38% |            | ○    |
|      | 野田陽志   | 48   | 国民民主党 | 新   | 31,710票 | 17.29% | 31.82% |            | ○    |
|      | 三藤美智子 | 67   | 日本共産党 | 新   | 11,798票 | 6.43%  | 11.84% |            |      |

時の内閣：第1次岸田内閣 解散日：2021年10月14日 公示日：2021年10月19日
当日有権者数：35万6209人 最終投票率：48.50%（前回比：5.93%） （全国投票率：55.93%（2.25%））
| 当落 | 候補者名 | 年齢 | 所属党派   | 新旧 | 得票数    | 得票率 | 惜敗率 | 推薦・支持 | 重複 |
| ---- | -------- | ---- | ---------- | ---- | --------- | ------ | ------ | ---------- | ---- |
| 当   | 高村正大 | 50   | 自由民主党 | 前   | 118,882票 | 70.11% | ――     | 公明党推薦 | ○    |
|      | 大内一也 | 48   | 立憲民主党 | 新   | 50,684票  | 29.89% | 42.63% |            | ○    |

- 大内は第26回参議院議員通常選挙に国民民主党公認で山口県選挙区から立候補し、落選。第20回統一地方選挙で山口県議会議員選挙に国民民主党公認で周南市選挙区から立候補し、初当選。

時の内閣：第3次安倍第3次改造内閣 解散日：2017年9月28日 公示日：2017年10月10日
当日有権者数：36万2270人 最終投票率：54.43% （全国投票率：53.68%（1.02%））
| 当落 | 候補者名   | 年齢 | 所属党派   | 新旧 | 得票数    | 得票率 | 惜敗率 | 推薦・支持 | 重複 |
| ---- | ---------- | ---- | ---------- | ---- | --------- | ------ | ------ | ---------- | ---- |
| 当   | 高村正大   | 46   | 自由民主党 | 新   | 133,221票 | 69.10% | ――     | 公明党推薦 | ○    |
|      | 大内一也   | 44   | 希望の党   | 新   | 36,582票  | 18.97% | 27.46% |            | ○    |
|      | 五島博     | 61   | 日本共産党 | 新   | 17,924票  | 9.30%  | 13.45% |            |      |
|      | 河井美和子 | 55   | 幸福実現党 | 新   | 5,070票   | 2.63%  | 3.81%  |            |      |

時の内閣：第2次安倍改造内閣 解散日：2014年11月21日 公示日：2014年12月2日 （全国投票率：52.66%（6.66%））
| 当落 | 候補者名 | 年齢 | 所属党派   | 新旧 | 得票数    | 得票率 | 惜敗率 | 推薦・支持 | 重複 |
| ---- | -------- | ---- | ---------- | ---- | --------- | ------ | ------ | ---------- | ---- |
| 当   | 高村正彦 | 72   | 自由民主党 | 前   | 120,084票 | 68.09% | ――     | 公明党推薦 | ○    |
|      | 高邑勉   | 40   | 維新の党   | 元   | 39,375票  | 22.33% | 32.79% |            | ○    |
|      | 藤井直子 | 62   | 日本共産党 | 新   | 16,890票  | 9.58%  | 14.07% |            |      |

時の内閣：野田第3次改造内閣 解散日：2012年11月16日 公示日：2012年12月4日
当日有権者数：35万7488人 最終投票率：58.14%（前回比：12.25%） （全国投票率：59.32%（9.96%））
| 当落 | 候補者名 | 年齢 | 所属党派     | 新旧 | 得票数    | 得票率 | 惜敗率 | 推薦・支持 | 重複 |
| ---- | -------- | ---- | ------------ | ---- | --------- | ------ | ------ | ---------- | ---- |
| 当   | 高村正彦 | 70   | 自由民主党   | 前   | 133,776票 | 65.91% | ――     |            | ○    |
|      | 飯田哲也 | 53   | 日本未来の党 | 新   | 35,622票  | 17.55% | 26.63% |            | ○    |
|      | 冨村郷司 | 29   | 民主党       | 新   | 23,813票  | 11.73% | 17.80% |            | ○    |
|      | 魚永智行 | 54   | 日本共産党   | 新   | 9,753票   | 4.81%  | 7.29%  |            |      |

時の内閣：麻生内閣 解散日：2009年7月21日 公示日：2009年8月18日
当日有権者数：35万9225人 最終投票率：70.39%（前回比：3.34%） （全国投票率：69.28%（1.77%））
| 当落 | 候補者名 | 年齢 | 所属党派   | 新旧 | 得票数    | 得票率 | 惜敗率 | 推薦・支持 | 重複 |
| ---- | -------- | ---- | ---------- | ---- | --------- | ------ | ------ | ---------- | ---- |
| 当   | 高村正彦 | 67   | 自由民主党 | 前   | 142,103票 | 56.99% | ――     |            | ○    |
| 比当 | 高邑勉   | 35   | 民主党     | 新   | 94,253票  | 37.80% | 66.33% |            | ○    |
|      | 吉田貞好 | 56   | 日本共産党 | 新   | 10,114票  | 4.06%  | 7.12%  |            | ○    |
|      | 村田純一 | 45   | 幸福実現党 | 新   | 2,889票   | 1.16%  | 2.03%  |            |      |

時の内閣：第2次小泉改造内閣 解散日：2005年8月8日 公示日：2005年8月30日
当日有権者数：35万8226人 最終投票率：67.05%（前回比：5.03%） （全国投票率：67.51%（7.65%））
| 当落 | 候補者名   | 年齢 | 所属党派   | 新旧 | 得票数    | 得票率 | 惜敗率 | 推薦・支持 | 重複 |
| ---- | ---------- | ---- | ---------- | ---- | --------- | ------ | ------ | ---------- | ---- |
| 当   | 高村正彦   | 63   | 自由民主党 | 前   | 148,912票 | 63.83% | ――     |            | ○    |
|      | 北角嘉幸   | 42   | 民主党     | 新   | 64,309票  | 27.57% | 43.19% |            | ○    |
|      | 三村真千代 | 59   | 日本共産党 | 新   | 20,059票  | 8.60%  | 13.47% |            |      |

- 北角は第46回でみんなの党公認で埼玉13区から出馬し落選。

時の内閣：第1次小泉第2次改造内閣 解散日：2003年10月10日 公示日：2003年10月28日 （全国投票率：59.86%（2.63%））
| 当落 | 候補者名 | 年齢 | 所属党派   | 新旧 | 得票数    | 得票率 | 惜敗率 | 推薦・支持 | 重複 |
| ---- | -------- | ---- | ---------- | ---- | --------- | ------ | ------ | ---------- | ---- |
| 当   | 高村正彦 | 61   | 自由民主党 | 前   | 137,830票 | 63.64% | ――     |            | ○    |
|      | 大泉博子 | 53   | 民主党     | 新   | 66,672票  | 30.79% | 48.37% |            | ○    |
|      | 魚永智行 | 45   | 日本共産党 | 新   | 12,071票  | 5.57%  | 8.76%  |            |      |

- 大泉は第45回で茨城6区から出馬し当選。

時の内閣：第1次森内閣 解散日：2000年6月2日 公示日：2000年6月13日 （全国投票率：62.49%（2.84%））
| 当落 | 候補者名 | 年齢 | 所属党派   | 新旧 | 得票数    | 得票率 | 惜敗率 | 推薦・支持 | 重複 |
| ---- | -------- | ---- | ---------- | ---- | --------- | ------ | ------ | ---------- | ---- |
| 当   | 高村正彦 | 58   | 自由民主党 | 前   | 143,490票 | 65.47% | ――     |            | ○    |
|      | 山崎桃生 | 25   | 民主党     | 新   | 51,496票  | 23.50% | 35.89% |            | ○    |
|      | 魚永智行 | 42   | 日本共産党 | 新   | 24,167票  | 11.03% | 16.84% |            |      |

時の内閣：第1次橋本内閣 解散日：1996年9月27日 公示日：1996年10月8日 （全国投票率：59.65%（8.11%））
| 当落 | 候補者名 | 年齢 | 所属党派   | 新旧 | 得票数    | 得票率 | 惜敗率 | 推薦・支持 | 重複 |
| ---- | -------- | ---- | ---------- | ---- | --------- | ------ | ------ | ---------- | ---- |
| 当   | 高村正彦 | 54   | 自由民主党 | 前   | 125,924票 | 72.57% | ――     |            | ○    |
|      | 林洋武   | 60   | 日本共産党 | 新   | 39,268票  | 22.63% | 31.18% |            | ○    |
|      | 三好一平 | 49   | 無所属     | 新   | 8,325票   | 4.80%  | 6.61%  |            | ×    |